# Lista miast w województwie warmińsko-mazurskim
W województwie warmińsko-mazurskim znajduje się 50 miast o łącznej populacji 799 788 osób, co stanowi 58,9% całej ludności województwa (stan na 1 stycznia 2024 r.).
Największym miastem w województwie jest Olsztyn zamieszkiwany przez 167 311 osób. Populacja Olsztyna stanowi 20,92% ludności miejskiej województwa. Ponadto w województwie zlokalizowane jest jeszcze jedno miasto o populacji większej niż 100 tys. mieszkańców - Elbląg. W województwie znajduje się łącznie 19 miast powiatowych, w tym 2 miasta na prawach powiatu - Olsztyn i Elbląg, w których zamieszkuje łącznie 20,64% populacji warmińsko-mazurskiego. Najmniejszym miastem powiatowym jest Nowe Miasto Lubawskie z populacją 10 089 mieszkańców. Natomiast największym miastem niebędącym siedzibą powiatu jest Morąg zamieszkiwany przez 12 757 osób. Najmniejszą liczbę ludności mają Młynary – 1681 osób.
Największą powierzchnię zajmuje Olsztyn – 88,32 km², zaś najmniejszą Bisztynek – 2,16 km². Łącznie powierzchnia obszarów miejskich w województwie wynosi 616,42 km², czyli 2,55% powierzchni województwa. Jednocześnie największą gęstość zaludnienia na poziomie 2838,9 os./km² ma Ełk, zaś najmniejszą gęstością cechuje się Pasym – 157,4 os./km².
Najwięcej – pięć miast, znajduje się w powiecie iławskim: Iława, Lubawa, Zalewo, Susz, Kisielice oraz w powiecie olsztyńskim: Olsztynek, Biskupiec, Dobre Miasto, Barczewo, Jeziorany. Zaś tylko po jednym mieście znajduje się w powiatach ełckim, gołdapskim, nidzickim, nowomiejskim, oleckim i węgorzewskim.
W tabeli przedstawiono miasta województwa warmińsko-mazurskiego uszeregowane według liczby ludności. Informacje dotyczące liczby ludności podano na podstawie danych Głównego Urzędu Statystycznego według stanu na dzień 1 stycznia 2024 r. Nazwy miast powiatowych pogrubiono, a nazwy miast na prawach powiatu dodatkowo zapisano kursywą. Nazwiska włodarzy miast, posługujących się tytułem prezydenta miasta zapisano kursywą.
| #   | Herb | Nazwa                 | Powiat       | Liczba ludności (1 stycznia 2024) | Powierzchnia [km²] (1 stycznia 2024) | Gęstość zaludnienia [os./km²] (1 stycznia 2024) | Burmistrz/Prezydent           | Współrzędne                               |
| --- | ---- | --------------------- | ------------ | --------------------------------- | ------------------------------------ | ----------------------------------------------- | ----------------------------- | ----------------------------------------- |
| 1.  |      | Olsztyn               | Olsztyn      | 167 311                           | 88,32                                | 1894,4                                          | Robert Szewczyk               | 50°46′23″N 20°28′34″E/50,773056 20,476111 |
| 2.  |      | Elbląg                | Elbląg       | 112 923                           | 79,82                                | 1414,7                                          | Michał Missan                 | 54°09′30″N 19°24′10″E/54,158333 19,402778 |
| 3.  |      | Ełk                   | ełcki        | 59 759                            | 21,05                                | 2828,9                                          | Tomasz Andrukiewicz           | 53°49′17″N 22°21′44″E/53,821389 22,362222 |
| 4.  |      | Iława                 | iławski      | 32 188                            | 21,88                                | 1471,1                                          | Dawid Kopaczewski             | 53°35′47″N 19°33′56″E/53,596389 19,565556 |
| 5.  |      | Ostróda               | ostródzki    | 31 336                            | 14,15                                | 2214,6                                          | Rafał Dąbrowski               | 53°41′38″N 19°57′58″E/53,693889 19,966111 |
| 6.  |      | Giżycko               | giżycki      | 27 310                            | 13,72                                | 1990,5                                          | Ewa Ostrowska                 | 54°02′24″N 21°45′32″E/54,040000 21,758889 |
| 7.  |      | Kętrzyn               | kętrzyński   | 25 113                            | 10,35                                | 2426,4                                          | Karol Lizurej                 | 54°04′37″N 21°22′31″E/54,076944 21,375278 |
| 8.  |      | Szczytno              | szczycieński | 21 878                            | 9,97                                 | 2194,4                                          | Stefan Ochman                 | 53°33′46″N 20°59′07″E/53,562778 20,985278 |
| 9.  |      | Bartoszyce            | bartoszycki  | 21 314                            | 11,79                                | 1807,8                                          | Wiesław Kurach                | 54°14′56″N 20°48′29″E/54,248889 20,808056 |
| 10. |      | Mrągowo               | mrągowski    | 20 533                            | 14,80                                | 1387,4                                          | Jakub Michał Doraczyński      | 53°52′09″N 21°17′59″E/53,869167 21,299722 |
| 11. |      | Działdowo             | działdowski  | 20 125                            | 11,47                                | 1754,6                                          | Grzegorz Mrowiński            | 53°14′10″N 20°10′40″E/53,236111 20,177778 |
| 12. |      | Pisz                  | piski        | 17 672                            | 10,08                                | 1753,2                                          | Dariusz Kiński                | 53°37′44″N 21°48′45″E/53,628889 21,812500 |
| 13. |      | Braniewo              | braniewski   | 16 015                            | 12,41                                | 1290,5                                          | Tomasz Sielicki               | 54°22′46″N 19°49′11″E/54,379444 19,819722 |
| 14. |      | Olecko                | olecki       | 15 721                            | 11,54                                | 1362,3                                          | Karol Sobczak                 | 54°02′10″N 22°29′54″E/54,036111 22,498333 |
| 15. |      | Lidzbark Warmiński    | lidzbarski   | 14 459                            | 14,35                                | 1007,6                                          | Jacek Wiśniowski              | 54°07′25″N 20°34′54″E/54,123611 20,581667 |
| 16. |      | Gołdap                | gołdapski    | 13 184                            | 17,20                                | 766,5                                           | Kondrad Kazaniecki            | 54°18′58″N 22°18′34″E/54,316111 22,309444 |
| 17. |      | Morąg                 | ostródzki    | 12 757                            | 6,11                                 | 2087,9                                          | Tomasz Orłowski               | 53°54′58″N 19°55′40″E/53,916111 19,927778 |
| 18. |      | Nidzica               | nidzicki     | 12 629                            | 6,86                                 | 1841                                            | Jacek Kosmala                 | 53°21′30″N 20°25′30″E/53,358333 20,425000 |
| 19. |      | Pasłęk                | elbląski     | 11 728                            | 11,41                                | 1027,9                                          | Elżbieta Wasiuk               | 54°03′42″N 19°39′49″E/54,061667 19,663611 |
| 20. |      | Lubawa                | iławski      | 10 633                            | 16,84                                | 631,4                                           | Maciej Radtke                 | 53°30′18″N 19°45′06″E/53,505000 19,751667 |
| 21. |      | Węgorzewo             | węgorzewski  | 10 563                            | 10,88                                | 970,9                                           | Krzysztof Kołaszewski         | 54°12′50″N 21°44′29″E/54,213889 21,741389 |
| 22. |      | Nowe Miasto Lubawskie | nowomiejski  | 10 089                            | 11,36                                | 888,1                                           | Jacek Wolski                  | 53°25′32″N 19°35′16″E/53,425556 19,587778 |
| 23. |      | Biskupiec             | olsztyński   | 9924                              | 5,00                                 | 1984,8                                          | Kamil Kozłowski               | 53°51′47″N 20°57′21″E/53,863056 20,955833 |
| 24. |      | Dobre Miasto          | olsztyński   | 9255                              | 4,86                                 | 1904,3                                          | Beata Harań                   | 53°59′15″N 20°23′45″E/53,987500 20,395833 |
| 25. |      | Orneta                | lidzbarski   | 8007                              | 9,63                                 | 831,5                                           | Katarzyna Lasocka             | 54°06′56″N 20°07′48″E/54,115556 20,130000 |
| 26. |      | Barczewo              | olsztyński   | 7377                              | 4,58                                 | 1610,7                                          | Grzegorz Matłoka              | 53°50′12″N 20°41′43″E/53,836667 20,695278 |
| 27. |      | Lidzbark              | działdowski  | 7182                              | 5,68                                 | 1264,4                                          | Andrzej Wojciech Piątkowski   | 53°15′37″N 19°49′16″E/53,260278 19,821111 |
| 28. |      | Olsztynek             | olsztyński   | 7165                              | 7,69                                 | 931,7                                           | Robert Waraksa                | 53°34′57″N 20°16′58″E/53,582500 20,282778 |
| 29. |      | Orzysz                | piski        | 5279                              | 8,17                                 | 646,1                                           | Zbigniew Włodkowski           | 53°48′37″N 21°56′50″E/53,810278 21,947222 |
| 30. |      | Susz                  | iławski      | 5245                              | 6,67                                 | 786,4                                           | Marcin Mądry                  | 53°43′01″N 19°20′07″E/53,716944 19,335278 |
| 31. |      | Ruciane-Nida          | piski        | 4073                              | 17,08                                | 238,5                                           | Piotr Feliński                | 53°39′01″N 21°32′59″E/53,650278 21,549722 |
| 32. |      | Reszel                | kętrzyński   | 4045                              | 3,82                                 | 1058,9                                          | Andrzej Lewandowski           | 54°03′11″N 21°09′09″E/54,053056 21,152500 |
| 33. |      | Korsze                | kętrzyński   | 3934                              | 4,03                                 | 976,2                                           | Jan Adamowicz                 | 54°10′17″N 21°08′28″E/54,171389 21,141111 |
| 34. |      | Biała Piska           | piski        | 3673                              | 3,24                                 | 1133,6                                          | Franciszek Paweł Romankiewicz | 53°36′41″N 22°03′47″E/53,611389 22,063056 |
| 35. |      | Górowo Iławeckie      | bartoszycki  | 3627                              | 3,32                                 | 1092,5                                          | Jacek Przemysław Kostka       | 54°17′04″N 20°29′44″E/54,284444 20,495556 |
| 36. |      | Mikołajki             | mrągowski    | 3361                              | 9,32                                 | 360,6                                           | Piotr Jakubowski              | 53°48′13″N 21°34′18″E/53,803611 21,571667 |
| 37. |      | Wielbark              | szczycieński | 2979                              | 18,30                                | 162,8                                           | Jerzy Szczepanek              | 53°23′52″N 20°56′46″E/53,397778 20,946111 |
| 38. |      | Jeziorany             | olsztyński   | 2943                              | 3,41                                 | 863                                             | Łukasz Szpara                 | 53°58′43″N 20°44′47″E/53,978611 20,746389 |
| 39. |      | Ryn                   | giżycki      | 2678                              | 4,13                                 | 648,4                                           | Jarosław Filipek              | 53°56′39″N 21°30′54″E/53,944167 21,515000 |
| 40. |      | Pieniężno             | braniewski   | 2420                              | 3,82                                 | 633,5                                           | Krzysztof Kisiel              | 54°14′11″N 20°07′43″E/54,236389 20,128611 |
| 41. |      | Miłomłyn              | ostródzki    | 2410                              | 12,38                                | 194,7                                           | Beata Mazur                   | 53°45′51″N 19°50′17″E/53,764167 19,838056 |
| 42. |      | Miłakowo              | ostródzki    | 2399                              | 8,76                                 | 273,9                                           | Krzysztof Szulborski          | 54°00′37″N 20°04′20″E/54,010278 20,072222 |
| 43. |      | Tolkmicko             | elbląski     | 2395                              | 2,26                                 | 1059,7                                          | Józef Zamojcin                | 54°19′13″N 19°31′38″E/54,320278 19,527222 |
| 44. |      | Pasym                 | szczycieński | 2390                              | 15,18                                | 157,4                                           | Marcin Nowociński             | 53°39′04″N 20°47′31″E/53,651111 20,791944 |
| 45. |      | Bisztynek             | bartoszycki  | 2156                              | 2,16                                 | 998,1                                           | Zbigniew Filipczyk            | 54°05′08″N 20°54′00″E/54,085556 20,900000 |
| 46. |      | Frombork              | braniewski   | 2029                              | 7,59                                 | 267,3                                           | Damian Krasiński              | 54°21′30″N 19°40′59″E/54,358333 19,683056 |
| 47. |      | Zalewo                | iławski      | 2026                              | 8,22                                 | 246,5                                           | Piotr Pietrasik               | 53°50′45″N 19°36′12″E/53,845833 19,603333 |
| 48. |      | Kisielice             | iławski      | 2005                              | 3,37                                 | 595                                             | Beata Lejmanowicz             | 53°36′25″N 19°15′34″E/53,606944 19,259444 |
| 49. |      | Sępopol               | bartoszycki  | 1890                              | 4,63                                 | 408,2                                           | Irena Wołosiuk                | 54°16′09″N 21°00′52″E/54,269167 21,014444 |
| 50. |      | Młynary               | elbląski     | 1681                              | 2,76                                 | 609,1                                           | Renata Bednarczyk             | 54°11′11″N 19°43′13″E/54,186389 19,720278 |